# Hepneriana gamma
Hepneriana gamma är en insektsart som först beskrevs av Irena Dworakowska 1981.  Hepneriana gamma ingår i släktet Hepneriana och familjen dvärgstritar. Inga underarter finns listade i Catalogue of Life.